# گونه چتر

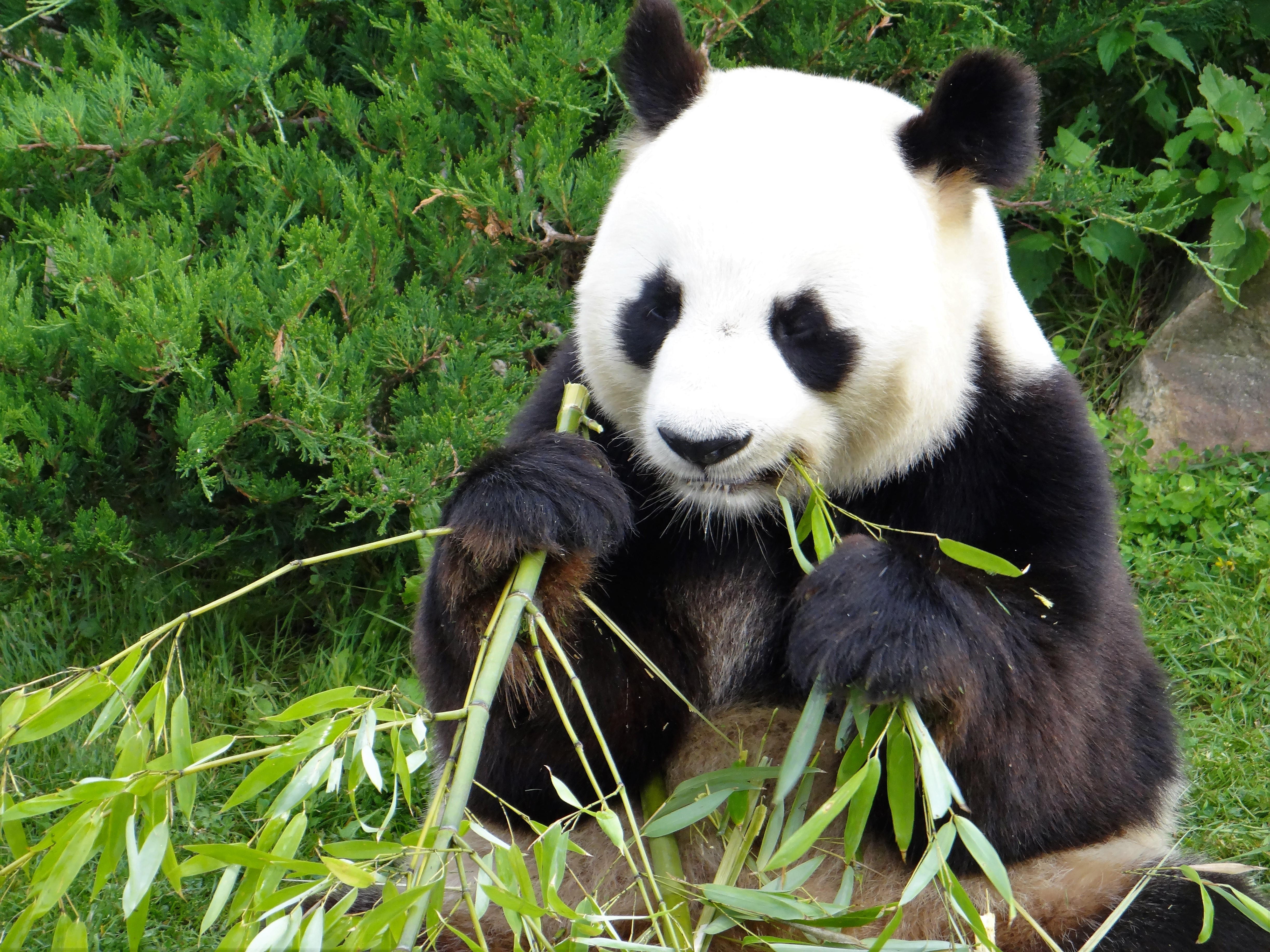
پانداهای غول‌پیکر از گونه‌های چتر در نظر گرفته می‌شوند.

گونه‌های چتر (به انگلیسی: Umbrella species) گونه‌هایی هستند که برای تصمیم‌گیری‌های مربوط به حفاظت انتخاب می‌شوند، معمولاً به این دلیل که حفاظت از این گونه‌ها به‌طور غیرمستقیم از بسیاری از گونه‌های دیگر که جامعه اکولوژیکی زیستگاه آن را تشکیل می‌دهند حفافظت می‌کند (اثر چتر). حفاظت از گونه‌ها می‌تواند ذهنی باشد زیرا تعیین وضعیت بسیاری از گونه‌ها دشوار است. گونه چتر اغلب یا یک گونه پرچم است که حفاظت از آن به نفع سایر گونه‌ها است : 280 یا گونه‌ای کلیدی که ممکن است به دلیل تأثیر آن بر اکوسیستم، هدف حفاظت قرار گیرد. از گونه‌های چتر می‌توان برای کمک به انتخاب مکان‌های ذخایر بالقوه، یافتن حداقل اندازه این مناطق یا ذخایر حفاظت‌شده و تعیین ترکیب، ساختار و فرآیندهای اکوسیستم‌ها استفاده کرد.